# Кордон (Кировская область)
 Кордон  — деревня в Кумёнском районе Кировской области в составе Речного сельского поселения.

## География
Расположена на расстоянии примерно 15 км на север от районного центра поселка Кумёны.

## История
Деревня известна с 1926 как кордон с 3 жителями и 2 хозяйствами. В 1989 учтено 17 жителей . 

## Население
Постоянное население составляло 11 человек (русские 100%) в 2002 году, 2 в 2010.